# Cristián Guerra
Cristián Edward Guerra Torres (n. Mejillones, Chile, 9 de agosto de 1994) y es un futbolista chileno. Juega de portero y actualmente milita en Municipal Mejillones de la Tercera A.

## Clubes
| Club                 | País  | Año         | PJ | GR  |
| -------------------- | ----- | ----------- | -- | --- |
| Unión Española       | Chile | 2013 - 2019 | 14 | -14 |
| Palestino            | Chile | 2020        | 9  | -7  |
| Independiente        | Chile | 2021        | 18 | -20 |
| Municipal Mejillones | Chile | 2024 -      | 7  |     |

## Palmarés

### Campeonatos nacionales
| Título             | Club           | País  | Año    |
| ------------------ | -------------- | ----- | ------ |
| Primera División   | Unión Española | Chile | 2013-T |
| Supercopa de Chile | Unión Española | Chile | 2013   |